# Albonectria rigidiuscula
Albonectria rigidiuscula är en svampart som först beskrevs av Berk. & Broome, och fick sitt nu gällande namn av Rossman & Samuels 1999. Albonectria rigidiuscula ingår i släktet Albonectria och familjen Nectriaceae.   Inga underarter finns listade i Catalogue of Life.